# 太仓农村商业银行
太仓农村商业银行是位于中華人民共和國江苏省太仓市的一個股份制商业银行，前身为太仓农村信用合作联社，最初為1951年10月18日在浏河区茜泾乡进步村成立的信用互助组。1978年1月30日，太倉县信用合作联社成立。2005年1月12日，太仓农村商业银行开业。

## 外部連結
- 官方网站